# Воронецкий, Владимир Владимирович
Владимир Владимирович Воронецкий (1866 — 1916) — русский военный  деятель, генерал-майор Генерального штаба, герой Первой мировой войны.

## Биография
В службу вступил в 1883 году после окончания Петровско Полтавского кадетского корпуса. В 1885 году после окончания  Александровского военного училища по I разряду  произведён  в подпоручики и выпущен в Ивангородский 99-й пехотный полк.
В 1888 году произведён в поручики,  в 1895 году в штабс-капитаны, в 1899 году  в капитаны — офицер и старший офицер Брест-Литовской крепостной артиллерии и 17-й артиллерийской бригады.
В 1900 году после окончания Николаевской военной академии по I разряду  — старший адъютант штаба 4-й кавалерийской дивизии и 15-го армейского корпуса. С 1901 года ротный командир  Волынского лейб-гвардии полка. С 1904 года подполковник — старший адъютант штаба штаб-офицер для поручений при штабе Варшавского военного округа. С 1908 года полковник — начальник штаба 18-й пехотной дивизии и с 1913 года 1-й стрелковой бригады.  С 1914 года командир 28-го Сибирского стрелкового полка.

С 1914 года участник Первой мировой войны во главе своего полка. В 1915 году за боевые отличия произведён в генерал-майоры — начальник штаба 37-го и 13-го армейского корпусов. Высочайшим приказом от 21 июня 1916 года за храбрость награждён Георгиевским оружием: 
За то, что в течение двух дней 30-го и 31-го января 1915 года, командуя 28-м Сибирским стрелковым полком, обеспечивал левый фланг отходящих частей Сибирского армейского корпуса, обороняя важные боевые участки и отражая атаки превосходящих сил противника, лично руководя действиями подчинённых ему частей, причём неоднократно находился в боевых линиях под ружейным и артиллерийским огнём противника
23 июня 1916 года умер в действующей армии от паралича сердца, Высочайшим приказом от 12 июля 1916 года исключён из списков умершим.

## Награды
- Орден Святого Станислава 3-й степени  (ВП 1896)
- Орден Святой Анны 3-й степени с мечами и бантом (ВП 1904)
- Орден Святого Владимира 4-й степени  (ВП 1907)
- Орден Святого Владимира 3-й степени  (ВП 18.07.1911)
- Орден Святого Станислава 1-й степени с мечами (ВП 21.06.1915)
- Орден Святой Анны 1-й степени с мечами (ВП 29.11.1915)
- Георгиевское оружие (ВП 21.06.1916)